# MYtv (Україна)
«MYtv» — у минулому український провайдер цифрового супутникового телебачення, що проіснував з 30 листопада 2009 року по грудень 2010 року. Заснованиками компанії були норвезький телеком-конгломерат Telenor та люксембурзький телеком-конгломерат Intelsat. Послуги надавалися ТОВ Digital Fly Ukraine, юридичною компанією зареєстрованою в Україні, з супутника Thor 6 та з використанням технології передачі сигналу стандарту MPEG-4, DVB-S2, HD (з повною підтримкою MPEG-2 і DVB-S). У грудні 2010 компанія припинила надання послуг, але в січні 2012 року компанія обіцяла відновити надання DBS-послуг у першому кварталі 2012 року.

## Історія MYtv
- Осінь 2009 року  — створення Digital Fly Ukraine (надання послуг під бренду MYtv) компанією Telenor і Intelsat на супутнику Thor 6
- грудень 2010*[4] — компанія перестала надавати DSB-послуги.